# Tommaso Giordani
Tommaso Giordani (Napoli, tra il 1730 e il 1733 – Dublino, febbraio 1806) è stato un compositore italiano, attivo nelle isole britanniche.

## Biografia
Tommaso Giordani era figlio dell'impresario, cantante e librettista Giuseppe Giordani, membro di una famiglia che formava (assieme ad altri cantanti) una piccola compagnia operistica, la quale teneva spettacoli in vari stati europei. Di questa troupe familiare (che includeva oltre al padre, la madre Antonia e le due sorelle Mariana e Nicolina) non ne fecero tuttavia parte Tommaso, il quale si dedicò alla composizione, e il fratello Francesco, che fu attivo come ballerino.
Nel 1745, sotto la direzione del padre, con la famiglia lasciò la natia Napoli per viaggiare attraverso l'Europa. La compagnia teatrale familiare si esibì in svariate località: furono ad Ancona e Pesaro nel 1745, a Senigallia nel 1747, a Graz nel 1748, a Francoforte e a Salisburgo nel 1750, ad Amsterdam nel 1752 e a Parigi nel 1753. In quest'ultimo anno giunsero a Londra, dove furono invitati da John Rich per rappresentare quattro burlette durante la stagione 1753-4 al Covent Garden. Di queste quattro opere si ricorda in particolare la prima messa in scena de Gli amanti gelosi di Gioacchino Cocchi (su libretto del padre dei Tommaso) data il 17 dicembre 1753. La famiglia Giordani rimase nella capitale inglese sicuramente fino al 1756, anno in cui Tommaso mise in scena il suo primo lavoro operistico, La commediante fatta cantatrice. In questo periodo fu attivo prosumbilmente anche come clavicembalista in orchestre teatrali, mentre il resto della famiglia era occupata sul palcoscenico. Del periodo compreso tra il 1756 e il 1764 non si sa nulla sul suo conto.
Agli inizi del 1764 giunse assieme alla famiglia a Dublino, avendo ricevuto un invito dallo Smock Alley Theatre. Tommaso Giordani rimase nella città irlandese per tre anni, durante questo periodo si dedicò principalmente all'attività di compositore d'opera. Nonostante il suo debutto operistico dublinese, The Beggar's Opera, fu un fiasco, le tre opere comiche seguenti - Don Fulminone, The Enchanter e The Maid of the Mill - vennero ricevute positivamente dal pubblico, tutte rappresentate tra i mesi di gennaio e marzo del 1765. Nella stagione seguente Giordani rimase allo Smock Alley, mentre la famiglia si trasferì al Teatro Reale a Crow Street. Egli compose per lo Smock Alley altre due opere, Love in Disguise e L'eroe cinese, probabilmente la prima opera seria messa in scena in Irlanda. Successivamente si trasferì anch'egli al teatro reale, dove il suo Phyllis at Court venne data nel 1767. Dopo quest'ultima produzione, gli vennero addossate accuse di plagio; per questo motivo dovette abbandonare la capitale irlandese e tornare a Londra.
Agli inizi del 1770 lo troviamo particolarmente attivo con l'Opera Italiana al Teatro Reale. Rimase a lavorare per questo palcoscenico per tredici anni, durante i quali compose tre opere, collaborò per la produzione di una pastorale, L'omaggio (1781) e arrangiò, adattò e aggiunse nuove ouverture e arie a diversi pasticci italiani. Fu inoltre il direttore di numerose opere e contribuì a comporre musica da scena per commedie. Nonostante ciò le sue attività musicali non si limitarono al teatro: egli infatti, in questo periodo, scrisse moltissime composizioni strumentali, fra le quali si ricordano in particolare i suoi quintetti per tastiera e archi op.1, tra i primi lavori di questo genere musicale.
Nell'estate del 1783 Giordani tornò a Dublino, dove si unì al cantante contralto Michael Leoni in una serie di concerti alla Rotunda. Successivamente sempre con Leoni prese in affitto un teatro a Capel Street, chiamandolo English Opera House, dove rappresentò durante la stagione 1783-4 opere "inglesi" con libretti prodotti principalmente da scrittori irlandesi minori e musica di sua produzione. Sempre per la stessa stagione, che ebbe inizio il 18 dicembre, compose musica  per sette lavori teatrali e adattò la musica per un'altra mezza dozzina di opere. Nonostante il buon successo ottenuto dalla stagione, Giordani e Leoni non riuscirono a far fronte alle spese e la loro società finì in bancarotta nel luglio 1784.le esigue dimensioni del teatro
L'anno seguente tornò a lavorare per lo Smock Alley (allora guidato da Richard Daly) e nel 1787, quando quest'ultimo palcoscenico chiuse, si spostò al Teatro Reale in Crow Street, dove nel 1788 divenne direttore musicale. Nel 1784 sposò la figlia di Tate Wilkinson, direttore del teatro. Giordani raccolse consensi in ambedue i teatri e nel 1796, dopo aver composto l'opera comica The Cottage Festival, abbandonò l'ambiente teatrale. Morì alcuni anni più tardi, a Dublino nel 1806, probabilmente verso fine febbraio.

## Considerazioni sull'artista
La fama di buon compositore e il rispetto che Giordani godeva sia nello scenario musicale londinese che in quello di Dublino durò diversi anni. Egli fu un fecondo rappresentante del curato stile galante di Johann Christian Bach: infatti nelle sue composizioni predilesse lo stile italiano, caratterizzato da melodie espressive e originali. Sebbene si sviluppò in lui questa capacità inventiva melodica, alla quale seppe unire artigianalmente un'abile tecnica d'orchestrazione, nelle sue composizioni ci sono talvolta passi monotoni e inespressivi.
Rimane tuttora irrisolta l'attribuzione della celebre canzone Caro mio ben, la quale è attribuita sia a Giuseppe Giordani, detto Il Giordanello, un compositore non imparentato con Tommaso, il quale è generalmente considerato il più probabile autore del brano, che allo stesso Tommaso. Anche il padre Giuseppe è stato recentemente preso in considerazione come possibile autore della popolare canzone.

## Composizioni

### Opere
- La commediante fatta cantatrice (opera comica, libretto di Giuseppe Giordani, 1756, Royal Opera House, Covent Garden di Londra)
- Don Fulminone, or The Lover with Two Mistresses (opera comica, 1765, Dublino)
- The Enchanter, or Love and Magico (opera comica, 1765, Dublino)
- The Maid of the Mill (opera comica, libretto di I. Bickerstaff, 1765, Dublino)
- Love in Disguise (opera comica, libretto di H. Lucas, 1766, Dublino)
- L'eroe cinese (opera seria, libretto di Pietro Metastasio, 1766, Dublino)
- Phyllis at Court (opera comica, libretto di R. Lloyd, 1767, Dublino)
- The Elopement (pantomime, 1767, Londra)
- Il padre e il figlio rivali (opera comica, 1770, His Majesty's Theatre di Londra)
- Acis and Galatea (cantata, libretto di G. Farranio, 1777, Londra)
- Il re pastore (opera seria, libretto di Pietro Metastasio, 1778, Londra)
- Il bacio (opera comica, libretto di C. F. Badini, 1782, Londra)
- Gibraltar (opera comica, libretto di R. Houlton, 1783, Dublino)
- The Haunted Castle (afterpiece, libretto di W. C. Oulton, 1783, Dublino)
- The Enchantress, or the Happy Island (musical entertainment, libretto di A. M. Edwads, 1783, Dublino)
- The Happy Disguise (opera comica, libretto di W. C. Oulton, 1784, Dublino)
- Genius of Ireland (masque, 1784, Dublino)
- The Dying Indian (musical Entertainment, 1784, Dublino)
- Orfeo ed Euridice (burlesque opera, libretto di R. Houlton, 1784, Dublino)
- The Hypochondriac (afterpiece, libretto di A. Franklin, 1785, Dublino)
- The Island of Saints, or The Institution of the Shamrock (pantomime, 1785, Dublino)
- Calypso, or Love and Enchantment (serio-comic opera, libretto di R. Houlton, 1785, Dublino)
- Perseverance, or The Third Time the Best (musical interlude, libretto di W. C. Oulton, 1789, Dublino)
- The Distressed Knight, or The Enchanted Lady (opera comica, 1791, Dublino)
- The Ward of the Castle (opera comica, libretto di Mrs Burke, 1793, nel Royal Opera House, Covent Garden di Londra)
- The Cottage Festival, or A Day in Wales (opera comica, libretto di Leonard MacNally, 1796, Dublino)

#### Collaborazioni
- L'omaggio (pastoral, 1781, Londra; in collaborazione con Giovanni Battista Bianchi e Vincenzo Rauzzini)
- The Contract (opera comica libretto di Robert Houlton, 1782, Dublino; in collaborazione con Philip Cogan e John Stevenson)
- To Arms, or The British Recruit (musical interlude, libretto di T. Hurlstone, 1793, Londra; in collaborazione con William Shield e John Stevenson

#### Adattamenti di lavori di altri compositori
- Gli amanti gelosi di Baldassare Galuppi (1764, Dublino)
- The Beggar's Opera (1765, Dublino)
- Artaserse di Johann Adolf Hasse (1772, Londra)
- Antigono di Johann Adolf Hasse (1774, Londra)
- Armida di Antonio Sacchini (1774, Londra)
- Le due contesse di Giovanni Paisiello (1777, Londra)
- The Lady of the Manor di John Hook (1784, Dublino)
- Love in a Village di Thomas Augustine Arne (1784, Dublino)
- Robin Hood, or Sherwood Forest di William Shield (1784, Dublino)
- Gretna Green di Samuel Arnold (1785, Dublino)
- Fontainbleau, or Our Way in France di William Shield (1785, Dublino)
- The Tempest di Thomas Augustine Arne (1789, Dublino)
- The Battle of Hexham di Samuel Arnold (1789, Dublino)
- The Haunted Tower di Stephen Storace (1790, Dublino)
- The Siege of Belgrade, or The Turkish Overthrow di Stephen Storace (1791, Dublino)

#### Pasticci
- Le vicende della sorte (1770)
- Il trionfo d'amore (1773)
- La marchesa giardiniera (1775)
- La frascatana (1776)
- Il geloso in cimento (1777)
- La vera costanza (1778)
- Alessandro nelle Indie (1779)
- L'Arcifanano (1780)
- Il barone di Torre Forte (1781)
- Ezio (1781)
- The Silver Tankard (1781)
- I viaggiatori felici (1781)
- Silla (1783)
- Love in a Village (1791)
- Inkle and Yarico (1791)

#### Commedie
- The Way to Keep Him (libretto di A. Murphy, 1760, Londra)
- The Critic (libretto di R. B. Sheridan, 1779, Londra)
- The Musical Lady (1784, Dublino)

### Altra musica vocale
- 6 duettini italiani, op.6 (1773 ca.)
- 6 canzonette per 1 voce e fortepiano/clavicembalo, op.11 (1775)
- 6 canzonette italiane per 1-2 voci e fortepiano/clavicembalo, op.13 (1775 o 1776)
- 8 canzonette inglesi per 2 voci e fortepiano/arpa/clavicembalo, op.15 (1776)
- 6 canzonette inglesi per 1 voce e fortepiano/clavicembalo, op.16 (1777)
- At the Close of the Day: the Hermit per 1 voce e fortepiano/clavicembalo, op.20 (1778)
- 4 canzonette inglesi per 1 voce e fortepiano/clavicembalo, op.22 (1780 ca.)
- 6 canzonette inglesi per 1 voce e fortepiano/clavicembalo, op.28 (1781)
- 6 Favorite Songs The Words taken from the Reliques of Ancient English Poetry (1785 ca.)
- 6 canzonette per 1 voce e fortepiano (1795)
- Isaac (oratorio, libretto di Pietro Metastasio, 1767, Dublino)
- The Castle Ode (testo di G.E. Howard, 1769, Dublino)
- Cantata for the farewell of A. Heinel (1773, Londra)
- Elliott's Wreath, or Gibraltar Preserved (cantata, testo di R. Houlton, 1783, Dublino)
- Ode on the Prince of Wales attaining his Majority (testo di R. Houlton, 1783, Dublino)
- Ode on the Passions (testo di W. Collins, 1789, Dublino)
- Te Deum for the Recovery of George III (1789, Dublino)
- Kyrie e Gloria (1792, Dublino)
- Altri lavori vocali minori

### Musica strumentale
- Ouverture in 8 parti in re magg. (1767 ca.)
- 6 quintetti per clavicembalo, 2 violini, viola e violoncello, op.1 (1771)
- 6 quartetti (4 per quartetto d'archi e 2 per flauto, violino, viola e violoncello), op.2 (1772)
- 6 concerti da camera per flauto, 2 violini e basso continuo, op.3 (1773 ca.)
- 6 sonate per clavicembalo/fortepiano/organo e violino, op.4 (1773 ca.)
- 6 sonate per clavicembalo e violino, op.5 (1773 ca.)
- 6 duetti per 2 flauti, op.7 (1775)
- 6 quartetti per archi, op.8 (1775 ca.)
- 6 soli facili per flauto e basso continuo, op.9 (1774)
- 6 sonate per clavicembalo/fortepiano/organo, op.10 (1775)
- 6 trii per flauto, viola e violoncello, op.12 (1775)
- 6 concerti per fortepiano/clavicembalo, 2 violini e basso continuo, op.14 (1778)
- 6 Cadences for the Use of Young Practitioners per clavicembalo/fortepiano/organo (1777)
- 6 quartetti per clavicembalo, flauto, violino e basso, op.17 (1778)
- 6 trii per flauto, violino e basso continuo (1779)
- 6 sonate per 2 flauti o flauto e violino (1779 ca.)
- 6 duetti per 2 violoncelli, op.18 (1780 ca.)
- 6 concerti per flauto, 2 violini e basso continuo, op.19 (1780 ca.)
- 6 duetti (4 per violino e violoncello e 2 per 2 violini), op.21 (1780 ca.)
- 6 concerti per clavicembalo/fortepiano, 2 violini e basso continuo, op.23 (1779)
- 6 sonate per clavicembalo/fortepiano e violino/flauto, op.24 (1774 ca.)
- 6 duetti per clavicembalo/fortepiano (1780 ca.)
- 14 preludi per clavicembalo/fortepiano (1780 ca.)
- Ouverture in 8 parti in mi magg. (1780 ca.)
- 6 soli per chitarra e clavicembalo e trio per chitarra, violino e basso (1780 ca.)
- 6 marce e 2 concerti militari per clavicembalo/fortepiano (1780)
- 12 Progressive Lessons … composed for the Improvement of Young Practitioners per clavicembalo/fortepiano/organo, op.25 (1780)
- 6 sonate per clavicembalo/fortepiano e violino, op.27 (1781)
- 3 sonate per fortepiano/clavicembalo, flauto/violino e viola, op.30 (1782)
- Duetto per fortepiano/clavicembalo (1793)
- 6 sonatine per fortepiano/clavicembalo e violino (1783)
- 6 lezioni progressive per clavicembalo/fortepiano (1784)
- 4 duettini favoriti per clavicembalo/fortepiano (1784)
- 3 sonate per fortepiano/clavicembalo, violini e violoncello, op.31 (1785 ca.)
- 3 sonate favorite per clavicembalo/fortepiano e violino, op.32a (1786)
- 6 grandi lezioni per clavicembalo/fortepiano e violino, op.32b (1785 ca.)
- 3 concerti per clavicembalo/fortepiano, 2 violini e basso continuo, op.33a (1786)
- 14 preludi o capricci e 8 cadenze per fortepiano/clavicembalo/arpa/organo, op.33b (1785 ca.)
- 3 sonate per clavicembalo/fortepiano e violino, op.34 (1788)
- 6 duetti per 2 flauti (prima del 1789)
- Minuetto della Contessa di Antrim (1790 ca.)
- Minuetto di Lady Letitia MacDonell (1790 ca.)
- 6 sonate per fortepiano e violino, op.35 (1794)
- Vari arrangiamenti